# Mèo Ragamuffin
Mèo Ragamuffin là một giống mèo nhà. Giống mèo này là một biến thể của giống Mèo Ragdoll và được thành lập với vị thế là một giống riêng biệt vào năm 1994. Ragamuffin có những đặc điểm đáng chú ý về tính cách thân thiện của chúng và bộ lông dày, tương tự lông thỏ.

## Mô tả chung
Ragamuffin là một giống mèo nặng, vạm vỡ và cần khoảng 4 đến 5 năm để trưởng thành hoàn toàn. Các đặc điểm ngoại hình của giống mèo này bao gồm một thân hình dạng chữ nhật, lồng ngực rộng với một bả vai làm bệ đỡ cái cổ ngắn bên trên. Những con mèo giống này này được phân loại là thuộc loại mèo có cơ thể vạm vỡ. Ragamuffin có tất cả các màu và mẫu lông, với lớp lông có chiều dài trung bình và chiều dài lông tăng dần khi tiến về phía bụng. Mặc dù có lớp lông dày và sang trọng, lông chúng không dễ dàng rối bù hoặc vón cục và cách thức chăm sóc lông khá dễ.
Đầu mèo Ragamuffin khá rộng, có hình dáng giống như cái nêm với một cái trán vừa tròn và một cái mũi khá lõm. Cơ thể chúng khá tương đòngvới hình chữ nhật với lồng ngực rộng, vai rộng và cơ bắp nặng vừa phải ở chân sau, với các chân sau rộng bằng vai. Chúng có một miếng mỡ ở vùng bụng dưới. Chiều dài lông hơi dài hơn bình thường ở xung quanh cổ và các cạnh bên ngoài của khuôn mặt, dẫn đến bề ngoài của chúng có một lớp da chùng. Chiều dài của lông tăng từ đỉnh đầu xuống qua các bả vai và lưng, với lớp lông ở hai bên và bụng có chiều dài từ trung bình đến trung bình khá. Mọi màu sắc và hoa văn của giống mèo này đều có thể xảy ra, có thể có hoặc không có màu trắng. Một số mẫu màu lông, chẳng hạn như màu trắng tinh, hiếm hơn các loại khác và thường có nhu cầu lớn hơn.